# Alex Pledger
Alex Pledger, né le 27 mars 1987 à Blenheim, en Nouvelle-Zélande, est un joueur néo-zélandais de basket-ball, évoluant au poste de pivot.

## Palmarès
- Champion d'Océanie 2009